# Шри Ланка
Шри Ланка (на синхалски: ශ්‍රී ලංකා; на тамилски: இலங்கை), официално наименование Демократична социалистическа република Шри Ланка, до 1972 г. известна и като Цейлон, е тропическа островна държава близо до южния бряг на Индийския субконтинент. Шри Ланка има морски граници на север с Индия, а на юг с Малдивите. Единствено в Шри Ланка се среща кралската кокосова палма.
Островът е дом на много култури, езици и етноси. По-голямата част от населението е представена от синхали, но голямото тамилско малцинство също играе влиятелна роля в историята на острова.

## История
Документираната история на Шри Ланка се простира над 2000 години назад, а цивилизацията на острова е оформяна главно от тази на Индийския субконтинент. Двете основни етнически групи, синхалите и тамилите, и техните религии, съответно будизъм и индуизъм, пристигат на острова от Индия, а индийското влияние прониква в различни области като изобразителното изкуство, архитектурата, литературата, музиката, медицината и астрономията.
Въпреки очевидния си афинитет към Индия, Шри Ланка развива уникална идентичност през годините, която в края на краищата я отделя от Индия. Културните традиции, донесени от Индия, несъмнено претърпяват независим растеж и промяна в Шри Ланка, което отчасти се дължи на факта, че страната е физически отделена от Индийския субконтинент. Будизмът на практика изчезва от Индия, но продължава да процъфтява в Шри Ланка, особено сред синхалите. Синхалският език, който се отделя от индо-арийските диалекти на континента, накрая става коренен език в Шри Ланка и развива своя собствена граматика.
Също важно за културното развитие на Шри Ланка е неговото местоположение като възел на важни морски търговски пътища между Европа, Близкия изток и Азия. Още преди европейското откриване на океански маршрут към Индия през 14 век, Шри Ланка е известна на гръцките, римските, персийските, арменските, арабските, малайските и китайските мореплаватели. С идването на европейците обаче стратегическото значение на Шри Ланка нараства и Западните морски сили започват да се сражават за контрол над острова. Индия и Шри Ланка попадат под европейско влияние и колониално владичество. Тази обща съдба спомага за заздравяването на дългогодишните връзки между двете държави. След придобиването на независимост в средата на 20 век обществените институции и идеологиите на двете държави започват да се сближават.

### Ранна история
Геологически Шри Ланка е продължение на полуострова на Индия, което се отделя от континента вероятно през миоцена (преди ок. 25 – 5 милиона години). Археологическите разкопки сочат, че островът е издържал човешки заселници преди 75 – 125 хиляди години. Най-ранните заселници са ловци-събирачи, които използват каменни сечива. По-фино изработени сечива от кварц и понякога от кремък се наблюдават в археологическия запис отпреди 28 хиляди години. Артефакти от тази ера, които включват микролити (много малки и остри люспи от камък), са намерени из целия остров, особено сред зеленината на хълмовете и пясъчните части по брега. Към 9 век пр.н.е. хората вече са започнали да експериментират с производство на храна и напоителни системи и вече имат ограничен достъп до железни инструменти от континента. Към 5 век е изградена забележителната напоителна система на Сигирия.
Най-ранните заселници на Шри Ланка вероятно са хора от прото-австралоидната група, вероятно близки с коренните народи от хълмовете на Южна Индия. Възможни са и връзки с народи от югоизточния азиатски архипелаг. Остатъците от тези ранни заселници обаче са абсорбирани от индо-арийците, които имигрират от Северна Индия през 5 век пр.н.е. и се развиват в синхали. Тамилите най-вероятно са по-късни имигранти от централните, източните и южните области на Индия, където се говорят дравидски езици. Тяхната миграция се разпростира от 3 век пр.н.е. до около 1200 г.
Шри Ланка има историческа традиция, запазена писмено от будистки хроники. Най-ранната от запазените хроники е Дипавамса („Хроника на острова“), компилирана вероятно от будистки сестри през 4 век. Дипавамса е последвана от Махавамса („Голяма хроника“) и продължението ѝ, Кулавамса („Малка хроника“). Заедно, тези хроники съставляват писмен запис на основаването и растежа на синхалската политическа власт и на шриланкския будизъм.

### Средновековие
Политическата централизация на острова започва след 200 г. пр.н.е. След 7 век южноиндийските сили започват да влияят на политическия живот на острова. Обменът на нападения между двете страни става нещо нормално. През 10 век политическата и военната сила на острова отслабва поради вътрешни борби. През 1017 г. Шри Ланка попада изцяло под властта на тамилските индийци. Това продължава до 1070 г., когато синхалите си възвръщат властта.
Синхалската цивилизация разчита на съхранението и употребата на вода за редовното обработване на оризища. Изграждат се големи напоителни системи, които се управляват от местни господари. Така започва да се развива система на феодализъм, особено след 1200 г. През 1214 г. южноиндийски войски нахлуват в Шри Ланка с помощта на хиляди наемници и завземат острова. Последвалият режим на терор продължава до 1255 г. Практическият контрол на синхалските крале от 1200 до 1505 г. като цяло не се простира отвъд техните столици. Възползвайки се от упадъка на политическата власт на синхалите, индийците установяват контрол над северните части на острова. Към началото на 14 век там вече има тамилско кралство със собствена столица. В началото на 14 век Шри Ланка е нападнат и от китайски сили, които обаче не проявяват дълго интерес към острова.
Към 16 век търговията в Индийския океан е доминирана от арабски, индийски, малайски и китайски търговци, които използват плавателни съдове за транспорт на широк спектър от товари – от подправки до слонове. В началото на този век в океана пристига нова сила под формата на португалски бойни кораби. Техните плавателни съдове с голяма огнева мощ и висока скорост започват да подкопават дългогодишния свободен пазар в региона. Още при първия си досег със синхалите португалците започват да упражняват влиянието си на острова чрез дипломатически сделки. Към края на века Португалия вече има огромна власт на острова, който през 1597 г. формално става част от Португалската империя със смъртта на синхалския крал. След 1543 г. португалски римокатолически мисионери започват да основават центрове из острова. Много крайбрежни общества приемат новата вяра.
През това време Нидерландската източноиндийска компания, която вече господства на остров Ява, цели да разшири търговията си в Южна Азия. Те първоначално помагат на местните синхалски вождове, които им обещават монопол над островните ресурси на канела. Това разгневява португалците и между двете европейски сили избухва война. Последвалият мирен договор изтича през 1652 г. През лятото на 1655 г. голям холандски флот пристига в Индийския океан и холандците се решават да започнат да завземат острова от португалците. Превзетите градове те отказват да споделят с местните синхали. Към края на 17 век Нидерландия вече си е осигурила пълен контрол над острова. По време на холандското управление икономиката на острова се развива с бързи темпове. И въпреки че холандците се опитват да поощряват търговията със съседните страни, това се осъществява под строго контролирана система. Те целят монопол над износа на важните стоки за широко потребление, което води до упадък на търговията с Индия, което води до недостиг на важни стоки като ориз и текстили. В началото на 18 век ситуацията се подобрява, като на частни индийски търговски им е позволено да търгуват с острова. Разрастването на търговията на Шри Ланка обуславя развитието на по-голяма инфраструктура и по-удобни транспортни съоръжения.

### Британски Цейлон
Завладяването на Шри Ланка от Британската източноиндийска компания настъпва по време на войните на Френската революция (1792 – 1801). Когато Нидерландия е завладяна от Франция, британците започват да навлизат в Шри Ланка (който те наричат Цейлон) през Индия. Холандците на острова се предават през 1796 г. Британците вярват, че ще останат на острова само временно и затова го администрират от Мадрас в Южна Индия. Войната с Франция обаче разкрива стратегическия потенциал на острова и британците решават да останат за постоянно. През 1802 г. Цейлон официално става британска колония.
Скоро след пристигането си британците установяват контакт с местния синхалски вожд и сключват договор, чрез който изместват холандците като защитници на кралството му. Докато организират администрацията, британците осъзнават, че продължителната независимост на синхалите представлява проблем – търговията и комуникацията между източната и западната част на острова биха се осъществявали много по-бързо, ако се прокарат пътища през центъра на острова. Предимствата на политическото обединение са очевидни за британците, но синхалите остават силно подозрителни към всички чужденци.
Първият опит на британците да покорят синхалското кралство през 1803 г. завършва с неуспех. Обаче нарастващата вътрешна борба в кралството предоставя на британците възможност да се намесят. С помощта на местни синхалски военачалници, които са в лоши отношения с краля, британците успяват да превземат кралството през 1815 г. Малко след това британците гарантират привилегиите и правата на синхалите, както и запазването на обичайното право, институциите и религията. Все пак, британците постепенно намаляват статута на благородничеството и на будизма на острова, което води до бунт срещу британците през 1818 г. След като е потушен, синхалските провинции биват интегрирани с остатъка от острова.
Британското владичество води със себе си обществени и административни реформи. Премахнато е робството, селското стопанство се поощрява, а производството на канела, пипер, захарна тръстика, памук и кафе процъфтява. Ранните промени на британската власт се систематизират чрез поредица от реформи, въведени през 1833 г., които полагат основите на последвалата политическа и икономическа структура на Цейлон. Премахнати са държавните монополи, а задължителната трудова служба е елиминирана. Поощрява се свободата на икономиката, което води до нови икономически предприятия.
От 1830 г. до средата на 19 век производството на кафе е водещата сила на цейлонското икономическо развитие. Поради недостига на работна ръка в плантациите, се докарват голям брой работници от Южна Индия след 40-те години на XIX век. Обаче през 70-те години на XIX век кафето е унищожено от болест по листата на растенията. През 80-те години на XIX век се провеждат успешни опити с отглеждане на чай, а по същото време започват да се отглеждат каучук и кокосови орехи. Чаят и каучукът привличат капиталови инвестиции и растежът на едромащабните промишлености създава необходимост от постоянна работна сила. Към края на 19 век националистически настроения започват да пробиват по социалните, религиозните и образователните фронтове на цейлонското общество. Междувременно възрожденски движения на будизма и индуизма започват да модернизират институциите си и да се защитават от навлизането на християнството.
По време на Първата световна война национализмът в Цейлон набира сили и през 1915 г. прераства в граждански вълнения. През 1920 г. е обявена нова конституция, която през 1924 г. е променена така, че да удовлетворява националистическите изисквания. Според нея Цейлон вече има представително правителство. Нова конституция, съставена през 1931 г. по препоръка от комисия, назначена да разгледа конституционната реформа, дава на цейлонските водачи възможност за упражняване на политическа власт и добиване на управленчески опит с изглед към потенциално самоуправление. Конституцията позволява създаването на Държавен съвет със законодателни и изпълнителни функции. Икономическото развитие и разпространението на образованието водят след себе си промени в обществото, включително промени във връзките между социалните групи. Кастите използват възможността, за да затвърдят или подобрят позициите си, което води до напрежение между тях.
Въпреки че застават зад британците през Втората световна война, цейлонските националистически водачи създават задкулисно напрежение. През 1944 г. е съставена комисия, която да създаде нова конституция за Цейлон. През 1947 г. Цейлон получава статут на доминион – автономна единица, подчинена на британската корона.

### Независимост
Практическа независимост Цейлон получава на 4 февруари 1948 г., когато новата конституция влиза в сила. И докато трите основни стоки на износ (чай, каучук и кокосови орехи) се справят добре на световния пазар, страната изпада в икономическо затруднение, което се изостря още повече от бързо нарастващото население. Към 1965 г. вълната синхалски национализъм започва да спада, а езикът и религията стават все по-маловажни като политически проблеми.
Запазвайки връзките си с Великобритания, Цейлон се обявява за Република Шри Ланка в новата си конституция от 1972 г. Генералгубернаторът, който дотогава е изпълнявал функцията на британски представител в страната, е заменен от президент. Докато икономическият упадък на страната продължава, голямата икономическа власт на страната дава на господстващата партия възможност за непотизъм и корупция. Към 1977 г. безработицата вече достига 15%. През 1978 г. новото правителство създава нова конституция, чрез която името на държавата е променено на Демократична република Шри Ланка и се въвежда система, според която президентът остава държавен глава, но и получава изпълнителна власт като глава на правителството. Въпреки че синхалският и тамилският са признати за национални езици, само синхалският е обявен за официален език.
Политическите вълнения ескалират през 80-те години на ХХ век, когато групи, представляващи тамилското малцинство, започват да се организират. Построяват се тамилски бази в джунглите на северните и източните части на острова, както и в южните райони на индийския щат Тамил Наду, където тамилите получават официална и неофициална подкрепа. Най-силната групировка е Тамилски тигри. Правителството на Шри Ланка отговаря на безредиците, като разполага въоръжени сили във въпросните области, а напрежението между тамили и синхали продължава да расте. След продължителни преговори, на 29 юли 1987 г., е постигнато споразумение между Индия и Шри Ланка, според което тамилите получават автономна провинция в северозападната част на Шри Ланка. По-късно същата година тамилският език е признат за официален чрез конституционно изменение.
На фона на политическите вълнения в зората на 21 век, Шри Ланка е разтърсена от огромно природно бедствие. През декември 2004 г. островът е ударен от голямо цунами, породено от земетресение в Индийския океан близо до Индонезия. Вълната убива десетки хиляди души и сериозно поврежда северните, източните и южните крайбрежни части на страната. Напрежението между правителството и Тамилските тигри продължава, през 2006 г. организацията е обявена за терористична от Европейския съюз. През 2009 г. правителствените сили започват масова офанзива срещу крепостите на Тамилските тигри на север. В хода на операцията са убити всички водачи на организацията. Цивилните жертви на гражданската война възлизат общо на 70 – 80 хиляди души. Понастоящем страната се възстановява от войната, а икономиката бележи растеж, докато бедността намалява.
На 21 април 2019 г. (католически Великден) са извършени смъртоносни бомбени атентати в три църкви и пет хотела в няколко града на страната, сред които и столицата Коломбо. По-късно избухват още няколко по-малки бомби, убивайки главно полицаи, които разследват местообитанията на заподозрените. Поне 359 души, от които 38 чужденци, са убити, а 500 са ранени в атентатите. Атентатите са извършени по време на великденското богослужение. Организацията „Ислямска държава“ поема отговорността за нападенията.

## Държавно устройство
Шри Ланка е полупрезидентска република. Парламентът на Шри Ланка е еднокамарен, състои се от 225 депутати, избрани чрез всеобщи избори и пропорционално представителство за срок от 6 години.

## Административно деление
Шри Ланка е разделена на 9 провинции, които са подразделени на общо 25 окръга. Провинциите са:
|   | Провинция         | Столица      |
| - | ----------------- | ------------ |
| 1 | Централна         | Канди        |
| 2 | Северна централна | Анурадхапура |
| 3 | Северна           | Джафна       |
| 4 | Източна           | Тринкомалее  |
| 5 | Северна западна   | Курунегала   |
| 6 | Южна              | Гале         |
| 7 | Ува               | Бадулла      |
| 8 | Сабарагамува      | Ратнапура    |
| 9 | Западна           | Коломбо      |

## География и природа
Шри Ланка лежи на Индийската плоча, в Индийския океан, югозападно от Бенгалския залив, между 5° и 10° северна ширина и 79° и 82° източна дължина. Остров Шри Ланка е отделен от Индийския субконтинент чрез Манарския залив и Полкския проток. Според индийската митология между Индия и Шри Ланка е съществувала сухоземна връзка – Адамов мост. Адамовият мост включва 103 малки рифа, разположени на една линия. Формата на релефа включва гребените на рифовете, пясъчни плитчини и по-дълбоки канали между тях. Според легендата, мостът можел да се минава пеша до 1480 г., когато циклон го потапя.
Шри Ланка е съставен основно от равни крайбрежни равнини, а планините се издигат в централно-южната част. Най-високият връх е Пидуруталагала, който достига 2524 m. На острова текат 103 реки, най-дългата от които е Махавели (335 km). Мангровата екосистема на Шри Ланка заема площ от над 7000 хектара, като това играе важна роля при смекчаването на силата на вълните на цунамито от декември 2004 г. Островът е богат на: илменит, фелдшпати, графит, силициев диоксид, слюди, каолин и торий. Наличието на петрол и природен газ в Манарския залив също е потвърдено и добиването му е в процес на разработка.

### Климат
Климатът е тропичен и топъл, поради умереното въздействие на океанските ветрове. Средните температури варират от 17 °C в централните възвишения, където са възможни замръзвания за няколко дни през зимата, до 33 °C в ниските райони. Средногодишните температури варират от 28 °C до 31 °C. Денонощните температури могат да имат колебания от 14 – 18 °C.
Дъждовете се влияят от мусонните ветрове от Индийския океан и Бенгалския залив. Наветрените склонове на централните възвишения приемат до 2500 mm валежи годишно. През по-голямата част от годината източните, югоизточните и северните области на Шри Ланка са сухи и получават 1200 и 1900 mm дъжд годишно. Възможни са внезапни бури.

### Флора и фауна
Разположен в Индо-Малайската биогеографска област, Шри Ланка е една от 25-те горещи точки на биоразнообразието по света. Страната е относително малко по площ, но тя има най-голямата плътност на биоразнообразие в Азия. Изключително голяма част от видовете на флората и фауната, 27% от 3210 покритосеменните и 22% от бозайниците, са ендемити. Шри Ланка има 24 резервата, които са дом на широк набор от местни видове като: азиатски слонове, леопарди, бърнести мечки, тънки лорита, различни елени, белобради лангури и индийски панголини. Сред ценните дървесни видове на сухите гори са: абанос, Chloroxylon swietenia, Mesua ferrea и Tectona grandis. Шри Ланка е дом на над 250 вида местни птици. Уви, горските площи, които представляват около 49% към 1920 г., са спаднали до 24% към 2009 г.

## Икономика
Шри Ланка има значителни запаси на железни руди и висококачествен графит. Най-важното природно богатство на Шри Ланка обаче остават скъпоценните и полускъпоценните камъни (хризоберил, корунд, гранат, рубин, шпинел и турмалин, както и цейлонски син сапфир). Около 36% от населението е заето в селското стопанство, основната храна е оризът. През 2001 г. Шри Ланка е произвела почти 3 млн. т ориз, но въпреки това се налага внос на ориз и много други храни. Шри Ланка е истинска „градина на подправките“ – черен пипер, канела, джинджифил, индийско орехче, ванилия, шафран и др.

## Население

### Синхали и тамили
Населението на Шри Ланка е съставено основно от синхали (74%, главно будисти) и тамили (18%, предимно индуисти). Синхалите са потомци на индуси, които към V в. пр. Хр. се преселили на острова и постепенно се смесили с местното население. Тамилите нахлували на остров Цейлон преди около 1500 години. Напрежението между двата етноса трае вече няколко века, като през 1983 г. то прераства в поредната ожесточена гражданска война. Много тамили, особено в северните и източните части на страната, искат да отделят в независима държава. Във въоръжения сблъсък между правителствените сили и тамилската бунтовническа групировка (наречена „Тигри за освобождението на Тамил Елам“ или „тамилските тигри“) загиват над 60 000 души. Поддържането на мощните правителствени военни сили обаче довежда до икономическа криза. Преговорите за временно прекратяване на огъня през 2002 – 2003 г. дават надежда за по-голяма автономия на тамилите. В своята история Шри Ланка страда много от периодично избухващите граждански войни между синхали и тамили.

### Религия
Мнозинството от населението на Шри Ланка изповядва будизъм (70%). Изповядват се и индуизъм (13%), ислям (10%) и християнство (7%).

### Език
Синхалският и тамилският са двата официални езика на страната. Конституцията определя английския като свързващ език. Английският е широко използван за образование, научни и търговски цели. Обществото на бюргерите говори на португалски креолски, докато малайците говорят свой собствен креолски.

## Култура
Културата на Шри Ланка е силно повлияна от миналото на страната, главно от религията и колонизацията на холандците, португалците и британците. За разлика от обичайната практика националната Нова Година не настъпва в полунощ, а в определено от астролозите време. Не само нейното започване, но и краят на старата година се уточняват от тях. Така, между края на старата и започването на новата година има период от няколко часа, който се нарича „нона гате“ (неутрален период). През това време всеки трябва да си почива и да стои настрана от всякакъв тип работа, да се занимава единствено с релаксиращи религиозни дейности и традиционни игри. Много деца и възрастни носят традиционни костюми, въпреки че вече не са модерни. През последните векове Шри Ланка е минала през драматични промени. Въпреки това значителна част от населението на страната е била повлияна единствено от традиционната кухня и нищо друго. Но поради икономическия растеж и интензивната конкуренция в развитите страни компаниите сами се насочват към отвъдморските развиващи се нации в опит да се наложат на глобалния пазар. Този интерес е причинил невиждан дотогава ефект в страни като Шри Ланка. В някои от големите градове в страната трябва да се подготвиш да бъдеш заслепен от влиянието на западната култура.
Кухнята на Шри Ланка се състои основно от варен или бланширан ориз, поднесен с къри. Друго добре познато ястие с ориз е карибат, което означава „млечен ориз“. Къри се слага не само в ястията от месо и риба, а също и в зеленчуците и дори плодовете. Едно типично за Шри Ланка меню се състои от основно ястие с къри (риба, пиле или овнешко), както и от зеленчуци и леща, отново подправени с лютивия сос. Предястията включват туршия, кисело-сладък сос и самбол, които понякога могат да бъдат огнено люти. Най-известен е кокосовият самбол, приготвен от кокосови стърготини, смесени с чили, сушена малдивска риба и лимонов сок. Той се смила и се яде с ориз, тъй като придава вкус и възбужда апетита. В допълнение към самбола се яде малунг, който се приготвя от нарязани на ситно листа, смесени с настърган кокосов орех и червен лук. В повечето ястия има и кокосово мляко, което им придава уникален вкус.
Шри Ланка отдавна е прочута със своите подправки. През 15 и 16 век търговци от целия свят, посещавали страната, са оставили част от своята традиционна кухня, което е довело до богато разнообразие от стилове и техники на готвене. Холандските и португалските сладкиши продължават да бъдат популярни и до днес. Ястията винаги са обилно подправени, като обикновено не се следва точна рецепта: по този начин всяко едно от тях има различен вкус в зависимост от готвача. Ястията на Шри Ланка са известни като едни от най-лютивите в света, което се дължи на прекомерната употреба на различни сортове чили. Обикновено храната, сготвена в ресторантите е с по-малко чили, за разлика от тази сготвена в домашна обстановка.
В културата на Шри Ланка важно място заема и религията. Будистите в Шри Ланка спазват Поя дните, които са важни не само за тях, но и за индусите. Тези дни за молитва според лунния календар са веднъж в месеца. Населението на острова е много религиозно, тъй като самата история на страната е свързана с религията. На острова са пръснати множество будистки и индуски храмове, джамии и църкви. Религиозната принадлежност на различните региони може да бъде определена по броя на храмовете им. В северната и източната част на острова има много индуски храмове и джамии, тъй като по-голямата част от тамилското и мюсюлманското население живее там. По южното крайбрежие могат да бъдат открити много църкви, заради живеещите там са християни. Най-много будисти има във вътрешността на острова, но те като най-голяма религиозна група се срещат и в останалите части на страната.
Спортът също играе голяма роля в културата на страната. Основно се играе волейбол, но от векове наред английският крикет е популярно спортно събитие. Всяко дете в Шри Ланка знае как се играе крикет, а игрища има из целия остров. Дори бизнесът замира, когато по телевизията дават някой важен мач. Такъв е бил случаят през 1996 г., когато отборът на Шри Ланка побеждава Австралия на финалите и печели световната купа. Цялата страна замира, сякаш е наложен полицейски час. Най-голямо влияние върху музиката на Шри Ланка оказват будизмът и португалските колонизатори. Будизмът се разпространява в Шри Ланка след посещение на Буда през 300 г. пр. Хр., докато португалците пристигат през XV век, носейки със себе си баладите, китарите и африканските роби, които допълнително разнообразяват музикалната традиция. Робите са били наречени кафринха, а тяхната музика – байла. Традиционната музика включва хипнотичните барабани кандян – барабаните са били и остават неотменна част от музиката в индуските и будистките храмове. В Шри Ланка, както подобава на един от най-големите производители на чай в света, се консумират огромни количества от ободряващата напитка. Голяма част от населението пие поне по три чаши на ден. Чаят се слави с доброто си качество и дори кралското семейство е пиело цейлонски чай. Той се сервира, когато идват гости, на фестивали и събирания – почти навсякъде в Шри Ланка.

## Други
- Комуникации в Шри Ланка
- Транспорт в Шри Ланка
- Армия на Шри Ланка
- Външна политика на Шри Ланка